# Giorgio Parisi
Giorgio Parisi (Rome, 4 augustus 1948) is een Italiaans theoretisch natuurkundige en hoogleraar, wiens onderzoek zich heeft gericht op kwantumveldentheorie, statistische mechanica en complexe systemen. Samen met Klaus Hasselmann en Syukuro Manabe ontving hij in 2021 de Nobelprijs voor Natuurkunde voor zijn baanbrekende bijdragen aan de theorie van complexe systemen, in het bijzonder "voor de ontdekking van verborgen patronen in ongeordende, complexe materialen, van atoomniveau tot op planetaire schaal".

## Carrière
Parisi behaalde zijn diploma aan de Universiteit Sapienza Rome in 1970 onder supervisie van Nicola Cabibbo. Hij was onderzoeker aan de Laboratori Nazionali di Frascati (1971-1981) en gastwetenschapper aan de Columbia-universiteit (1973-1974), het Institut des hautes études scientifiques (1976-1977) en de École normale supérieure (1977-1978). Van 1981 tot 1992 was hij hoogleraar theoretische fysica aan de Universiteit van Rome Tor Vergata en sinds 1982 hoogleraar Quantum Theories aan de Universiteit Sapienza Rome. Hij is lid van de "Simons Collaboration on Cracking the Glass Problem".  Van 2018 tot 2021 was hij voorzitter van de Accademia dei Lincei.

## Onderzoek
De onderzoeksgebieden van Parisi zijn breedgeoriënteerd en omvat de statistische fysica, veldtheorie, dynamische systemen, mathematische fysica en vastestoffysica. Maar hij is vooral bekend voor zijn werk omtrent spinglas-systemen en gerelateerde statistische mechanicamodellen die hun oorsprong vinden in de optimalisatietheorie en biologie. In het bijzonder leverde hij belangrijke bijdragen in termen van systematische toepassingen van de replicamethode op ongeordende systemen, hoewel de replicamethode zelf oorspronkelijk in 1971 werd ontdekt door Sam Edwards.
Parisi heeft ook bijgedragen op het gebied van de elementaire deeltjesfysica en dan met name de kwantumchromodynamica (QCD) en de snaartheorie. Bij het onderzoeken van de schaalafwijking in diepe inlastische verstrooiing, stelde hij, samen met Guido Altarelli, vergelijkingen op voor de schaalafhankelijkheid van partondichtheidsfuncties. Omdat onafhankelijk (en eerder) vergelijkbare vergelijkingen waren gevonden door zowel Yuri L. Dokshitzer als V.N. Gribov en L.N. Lipatov worden deze vergelijkingen  ook wel de DGLAP-vergelijkingen genoemd. Op het gebied van de vloeistofdynamica staat Parisi erom bekend dat hij, samen met Uriel Frisch, multifractale modellen heeft geïntroduceerd om het fenomeen van intermitterende stromingen in turbulente golven te beschrijven.
Vanuit het oogpunt van complexe, ongeordende systemen werkte Parisi aan het beschrijven van de collectieve beweging van dieren. Zo onderzocht hij hoe spreeuwen tijdens de vlucht in grote groepen kunnen communiceren om zo zwermgedrag te organiseren. Samen met andere Italiaanse natuurkundigen introduceerde hij ook het concept van stochastische resonantie in de studie van de klimaatverandering.

## Onderscheidingen
Giorgio Parisi is lid van de American Philosophical Society, de National Academy of Sciences en buitenlands lid van de Franse Academie des sciences.
Gedurende zijn lange carrière mocht hij verscheidene prestigieuze prijzen in ontvangst nemen  waaronder:
- Boltzmann-medaille (1992)
- Diracmedaille (1999) van het ICTP
- Enrico Fermi Prize (2002)
- Max Planck-medaille (2011)
- Lars Onsager Prize (2016)
- Wolfprijs (2021)
- Nobelprijs (2021)

- Bibsys: 90297488
- Bibliothèque nationale de France: cb123648669 (data)
- CiNii: DA01888739
- DBLP: 39/2199
- Gemeinsame Normdatei: 138622760
- International Standard Name Identifier: 0000 0001 0923 8259
- Library of Congress Control Number: n86064120
- Mathematics Genealogy Project: 303044
- Bibliotheek van het Japanse parlement: 00472736
- Nationale Bibliotheek van Tsjechië: ntk2016905252
- Nationale Bibliotheek van Israël: 987007453568205171
- Nederlandse Thesaurus van Auteursnamen: 07418282X
- ORCID: 0000-0001-6500-5222
- ResearcherID: L-8961-2015
- Réseau des bibliothèques de Suisse occidentale: 02-A003670855
- Istituto Centrale per il Catalogo Unico: MILV044801
- Système universitaire de documentation: 032661444
- Virtual International Authority File: 90893843
- WorldCat: E39PBJrrBRtg3fXm6MDhY6cgKd